# Coulonges (Charente Marittima)
Coulonges è un comune francese di 233 abitanti situato nel dipartimento della Charente Marittima nella regione della Nuova Aquitania.

## Società

### Evoluzione demografica
Abitanti censiti